# Henry Ford
Henry Martin Ford (Dearborn, Michigan, 30 de juliol de 1863 – 7 de maig de 1947) va ser el fundador de la Ford Motor Company i és considerat com el creador de la classe mitjana dins la societat americana i pare de les cadenes de producció modernes, utilitzades per a la producció en massa d'automòbils.
La introducció del Ford T en el mercat automobilístic va suposar una revolució en el transport i en la indústria dels Estats Units. Va ser un inventor prolífic que arribà al nombre de 161 patents registrades en aquell país. Com a únic propietari de la companyia Ford, es convertí en una de les persones conegudes més riques del món.
A ell se li atribueix el Fordisme, sistema que va desenvolupar entre finals de la dècada dels 30 i principis dels 70 i que va crear a través de la fabricació d'un gran nombre d'automòbils de baix cost mitjançant la producció en cadena donant lloc a un episodi clau de la història de la indústria i l'automobilisme conegut com El Cas Ford. Aquest sistema portava aparellada la utilització de maquinària especialitzada i un nombre elevat de treballadors en plantilla, amb salaris elevats. Encara que Ford tenia una educació bastant pobra, tenia una visió global, amb el consumisme com a clau de la pau. El seu compromís amb la reducció de costos aconseguí una gran quantitat d'invents tècnics i de negoci, incloent-hi un sistema de franquícia que va establir amb un concessionari en cada ciutat de Nord Amèrica i en les principals ciutats dels sis continents. Ford va llegar gran part de la seva immensa fortuna a la Fundació Ford, però també s'assegurà que la seva família controlés la companyia permanentment.

## Primers anys

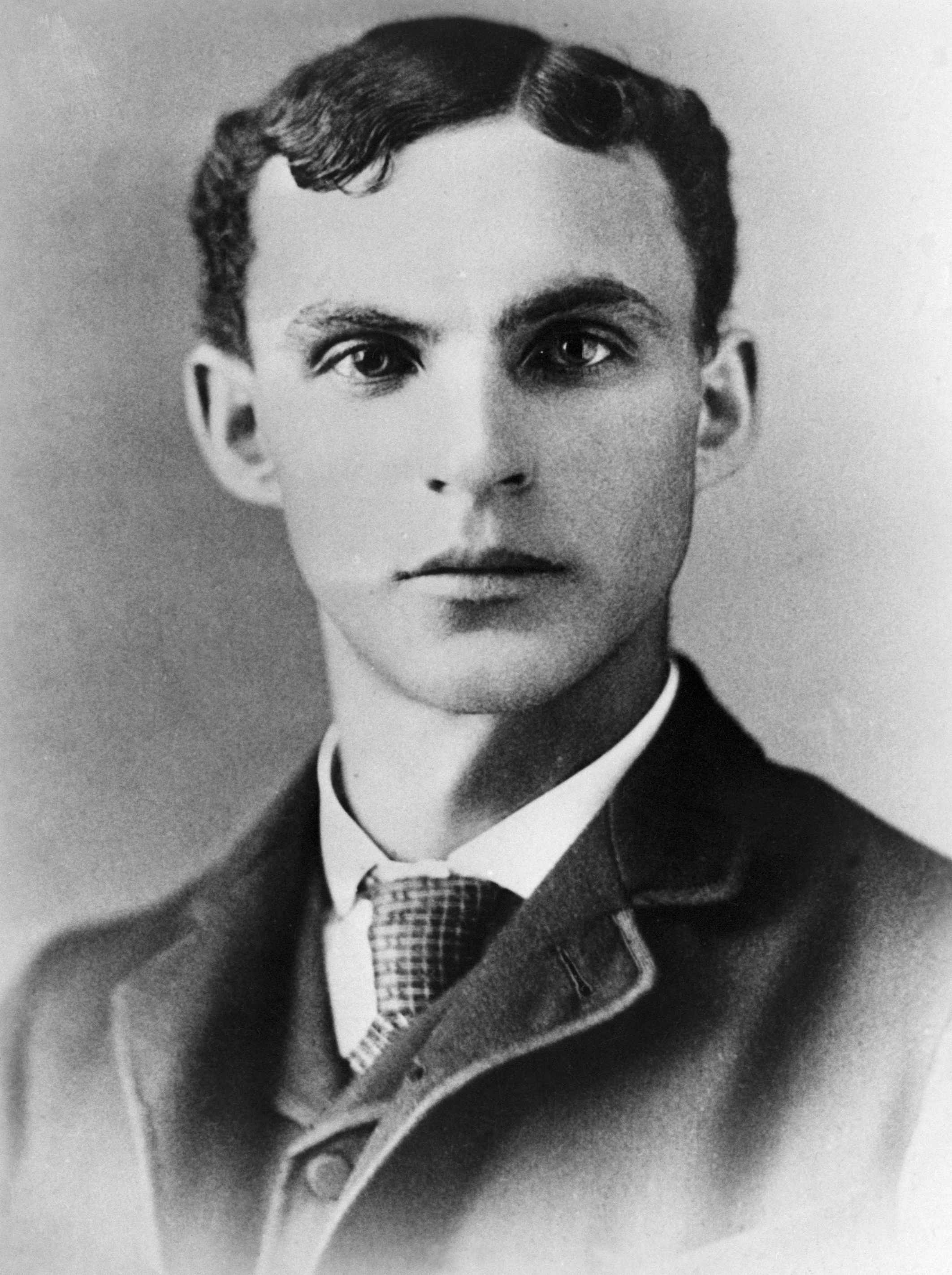
Henry Ford, 1888.

Henry Ford va néixer en una granja, en un poble rural a l'oest de Detroit (l'àrea en qüestió és ara part de Dearborn, Michigan). Els seus pares van ser en William Ford (1826-1905) i en Mary Litogot (1839-1876). Eren d'ascendència anglesa, però havien viscut a Irlanda, en el Comtat de Cork. Va tenir 4 germans: Margaret (1867-1868), Jane (c1868-1945), William (1871-1917) i Robert (1873-1934).
Durant l'estiu de 1873, Henry va veure per primer cop una màquina autopropulsada: una màquina de vapor estacionaria que podia ser utilitzada per activitats agrícoles. L'operador Fred Reden l'havia muntat sobre rodes, que les havia connectat mitjançant una cadena. Henry va quedar fascinat amb la màquina i Reden durant l'any següent li va ensenyar com encendre y fer anar el motor. Ford va dir més endavant que aquesta experiència va ser la que l'"ensenyà que era per instint un enginyer".
Henry va portar aquesta passió pels motors a la seva pròpia casa. El seu pare li va donar un rellotge de butxaca al començament de l'adolescència. Als 15 tenia una bona reputació com a reparador de rellotges, havent desmuntat i tornat a muntar els rellotges d'amics i veïns dotzenes de vegades
La seva mare va morir el 1876. Va ser un cop molt dur que el va deixar destrossat. El seu pare esperava que Henry finalment es fes càrrec de la granja familiar, però Henry odiava aquest treball. Per altra banda, amb la seva mare morta ja no quedava res a la granja que l'atragués. Més tard va dir, "Mai no vaig tenir un amor particular per la granja. Era la mare a la granja a la que estimava."
El 1879 va deixar casa seva i es va dirigir a Detroit per treballar com aprenen de maquinista, primer a James F. Flower & Bros., i més tard a Detroit Dry Dock Co. El 1882 va tornar a Dearborn per a treballar a la granja i es va encarregar de l'ús de la màquina de vapor portàtil Westinghouse fins a convertir-se en un expert. Això li va portar a ser contractat per la companyia Westinghouse per a donar servei a les seves màquines de vapor.
Durant el seu matrimoni amb Clara Bryant el 1888, Ford es va mantenir gràcies a la granja i operant en una serradora. Van tenir un únic fill : Edsel Bryant Ford (1893-1943).
El 1891, Ford va aconseguir el lloc d'enginyer en la companyia Edison, i després del seu ascens a enginyer en cap al 1893 va començar a tenir temps i diners suficients per a dedicar-los als seus propis experiments amb motors de gasolina. Aquests experiments culminaren el 1896 amb la invenció del seu propi vehicle autopropulsat denominat quadricicle, que va fer la seva primera prova amb èxit el 4 de juny d'aquell any,1896,. Després de diverses proves, Henry Ford començà a desenvolupar idees par a millorar-lo.

## Detroit Automobile Company i la Henry Ford Company
Després del seu exitòs començament, Ford va arribar a Edison Illuminating el 1899 junt amb altres inversors, i van formar la Detroit Automobile Company. La companyia aviat acabà en la bancarrota per culpa de què Ford continuava millorant els prototips en lloc de vendre cotxes. Feia curses entre el seu cotxe i els dels altres fabricants per a demostrar la superioritat del seu disseny. Amb aquest interès pels cotxes de curses va crear la Henry Ford Company.
Durant aquest període conduïa personalment un dels seus cotxes en la victòria davant Alexander Winton el 10 d'octubre de 1901. El 1902, Ford va continuar treballant en el seu cotxe de curses, amb el consegüent perjudici als seus inversors. Volien un model preparat per a la venda, i van portar a Henry M. Leland perquè ho fes. Ford dimití davant els menysteniments de la seva autoritat, i posteriorment va dir: "Vaig dimitir determinat a no tornar a posar-me mai més sota les ordres de ningú." La companyia va ser reorganitzada sota el nou nom de Cadillac.

## Ford Motor Company
Henry Ford va obtenir l'èxit en el seu tercer projecte empresarial, llançat el 1903: la Ford Motor Company, fundada el 1903 junt amb altres 11 inversors i amb una inversió inicial de 28.000 dòlars. En un automòbil de recent disseny, Ford va fer una exhibició en què el cotxe va recórrer la distància d'una milla en el llac gelat de St. Clair en 39,4 segons, batent el rècord de velocitat en terra. Convençut per aquest èxit, el famós pilot de cotxes Barney Oldfield, que va anomenar aquest model de Ford "999" en honor d'un dels vehicles de curses de l'època, va conduir el cotxe per tot el país, fent que la nova marca de Ford fos coneguda en tots els Estats Units. Ford també va ser un dels primers impulsors de les 500 milles d'Indianàpolis.
Ford sorprengué al món el 1914 oferint un salari als seus treballadors de 5 dòlars al dia, que en aquella època era més del doble del que cobraven la majoria d'aquests empleats. Aquesta tàctica li resultà immensament profitosa quan els millors mecànics de Detroit començaren a canviar-se a l'empresa Ford, portant amb ells tot el seu capital humà i experiència, incrementat la productivitat i reduint els costos de formació. Ford ho denominà "motivació salarial". L'ús de la integració vertical a la companyia també resultà molt útil, quan Ford construí una fàbrica gegantina a la que entraven matèries primeres i sortien automòbils acabats. Aquests foren alguns dels aspectes del que es coneix com El Cas Ford.

### El Model T

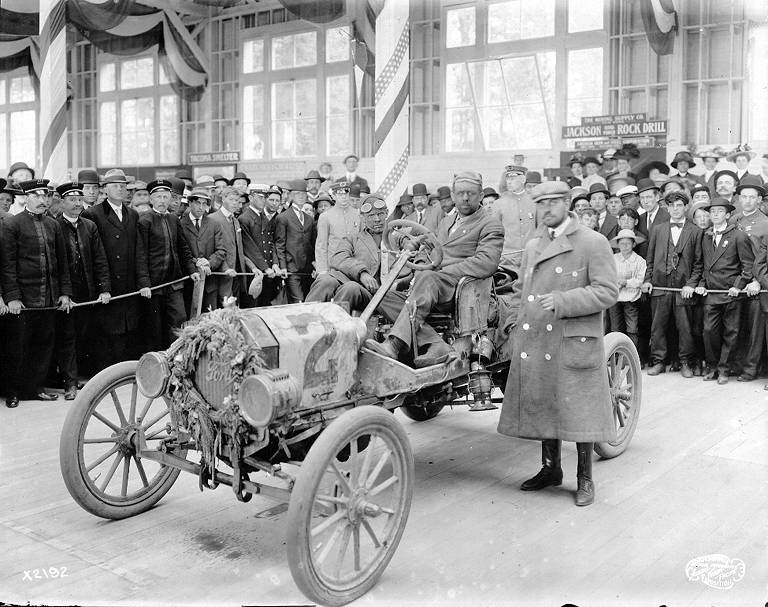
Ford T.

El Ford T aparegué al mercat l'1 d'octubre de 1908 i presentava una gran quantitat d'innovacions. Per exemple, tenia el volant a l'esquerra, poc després la gran majoria de les altres companyies ho copiaren. Tot el motor i la transmissió anaven tancats, els quatre cilindres estaven encaixats en un sòlid bloc i la suspensió funcionava a través de dues molles semi-el·líptiques. L'automòbil era molt fàcil de conduir i, més important, molt econòmic i fàcil de reparar. Era tan econòmic que, amb un cost de 825 dòlars el 1908 (el preu queia cada any). Pel 1920 la gran majoria de conductors havien après a conduir amb el Ford T. Aquest automòbil, sens dubte, va revolucionar no només el món de l'automobilisme, sinó que va ser el principal protagonista de la fita coneguda com El Cas Ford.
El projecte consistia a fabricar automòbils senzills i econòmics destinats al consum massiu de la família mitjana americana. Fins aleshores, l'automòbil havia estat un objecte de fabricació artesanal i de cost prohibitiu, destinat a un públic molt limitat. Ford posà l'automòbil a l'abast de les classes mitjanes, introduint-los a l'era del consum en massa.
Ford també es va preocupar d'instaurar una publicitat massiva a Detroit, assegurant-se de què a cada diari apareguessin històries i anuncis sobre el seu nou producte. El seu sistema de concessionaris locals va permetre que l'automòbil estigués disponible a cada ciutat de Nord Amèrica. Per la seva part, els concessionaris (empresaris independents) es van anar enriquint i ajudant a publicitar la idea mateixa de l'automobilisme, començant a desenvolupar-se els clubs automobilístics per ajudar els conductors i per sortir més enllà de la ciutat. Ford estava encantat de vendre als grangers, que miraven el vehicle com un invent més, per ajudar-los en el seu treball.
Les vendes es van disparar. Durant anys es van batre els propis rècords de l'any anterior. Les vendes van sobrepassar els 250.000 vehicles el 1914. Per la seva part, sempre a la caça de la reducció de costos i una major eficiència, Ford introduir en les seves plantes el 1913 les cintes d'assemblatge mòbils, que permetien un increment enorme de la producció. Aquest mètode, inspirat en el mode de treball dels escorxadors de Detroit, consistia a instal·lar una cadena de muntatge a base de corretges de transmissió i guies de lliscament que anaven desplaçant automàticament el xassís de l'automòbil fins als llocs on successivament grups d'operaris realitzaven sobre ell les tasques encomanades, fins que el cotxe estigués completament acabat. El sistema de peces intercanviables, assajat molt abans en fàbriques dels Estats Units d'armes i rellotges, abaratia la producció i les reparacions por la via de l'estandardització del producte.
El 1918 la meitat dels cotxes a Amèrica eren del model T de Ford. Ford va escriure a la seva autobiografia que "qualsevol client pot tenir el cotxe del color que vulgui sempre que sigui negre". Fins a d'invenció de la cadena d'assemblatge, en la que el color que se utilitzava era el negre perquè tenia un temps d'assecat més curt, sí que va haver Ford T en altres colors, incloent-hi el vermell. El disseny va ser ferventment impulsat i defensat per Henry Ford, y la seva producció continuà fins a finals de 1927. La producció total final va ser de 15.007.034 d'unitats, rècord que es va mantenir durant els següents 45 anys. Sens dubte, El Cas Ford havia significat molt més que un èxit de vendes per a la companyia de Detroit.
Encara que normalment es dona el mèrit a Ford per aquesta idea, les fonts contemporànies indiquen que el concepte i el seu desenvolupament sorgí dels empleats Clarence Avery, Peter E. Martin, Charles E. Sorensen y C.H. Wills. El 1916 el preu havia caigut a 360 dòlars per l'automòbil bàsic, arribant les vendes a la xifra de 472.000.

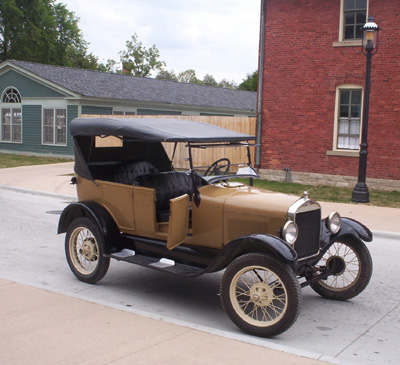
Un dels darrers models de Ford T.

La fabricació en cadena, com la que Ford va revolucionar la indústria automobilística, era una aposta arriscada, ja que només resultaria viable si trobava una demanda capaç d'absorbir la seva gran producció; les dimensions del mercat estadounidencs oferiren un marc propici, però a més Ford avaluà correctament la capacitat adquisitiva de la classe mitjana a les portes de la societat de consum. Sempre que existís aquella demanda, la fabricació en cadena permetia estalviar perdudes de temps de treball, al no haver de desplaçar-se els obrers d'un lloc a un altre de la fàbrica, portant fins a l'extrem les recomanacions de l'«organització científica del treball» de Frederick W. Taylor.
Cada operació quedava compartimentada en una successió de tasques mecàniques i repetitives, amb el que deixaven de tenir valor les qualificacions tècniques o artesanals dels obrers, i la indústria naixent podia aprofitar millor la mà d'obra sense qualificació dels immigrants que arribaven massivament als Estats Units cada any. Els costos de formació de la mà d'obra es van reduir, al mateix temps que la seva desqualificació de eliminava la incòmoda activitat reivindicativa dels sindicats d'ofici (basats en la qualificació professional dels seus membres), que eren les úniques organitzacions sindicals que tenien força en aquella època als Estats Units. Al mateix temps, la direcció de l'empresa adquiria un control estricte sobre el ritme de treball dels obrers, regulat per la velocitat que s'imprimia a la cadena de muntatge.

## Les curses

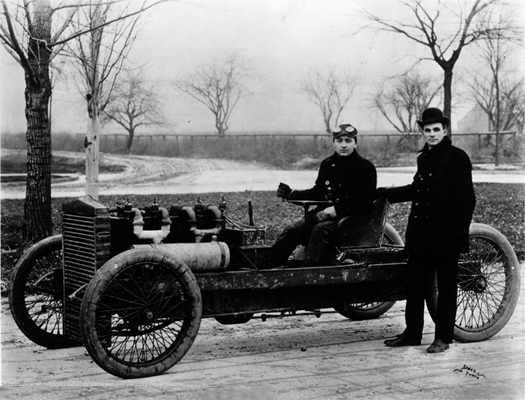
Ford (a la dreta) llançà la carrera de Barney Oldfield al 1902.

Ford va començar la seva carrera de pilot de curses i va mantenir el seu interès en elles. Des de 1909 fins a 1913, Ford va portar el Model T a les curses, acabant primer (encara que després va ser desqualificat) en una cursa a través dels Estats Units el 1909, i establint el rècord de velocitat d'una milla a Detroit el 1911 amb el conductor Frank Kulick. El 1913, Ford intentà col·locar a un nou model T en les 500 milles d'Indianàpolis, però li van dir que les normes obligaven que s'afegissin uns 450 kg de pes al cotxe per a participar en la cursa. Ford es va retirar de la cursa i aviat deixà permanentment les curses al·legant no estar satisfet amb les normes de l'esport i les demandes d'aquell moment.

## Antisemitisme

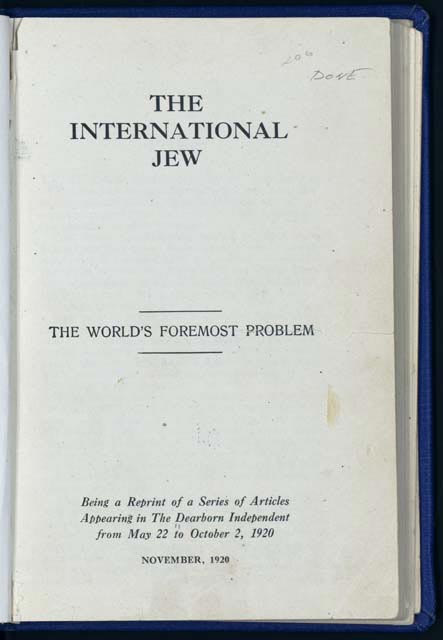
The International Jew, the World's Foremost Problem. Articles publicats al The Dearborn Independent, 1920.

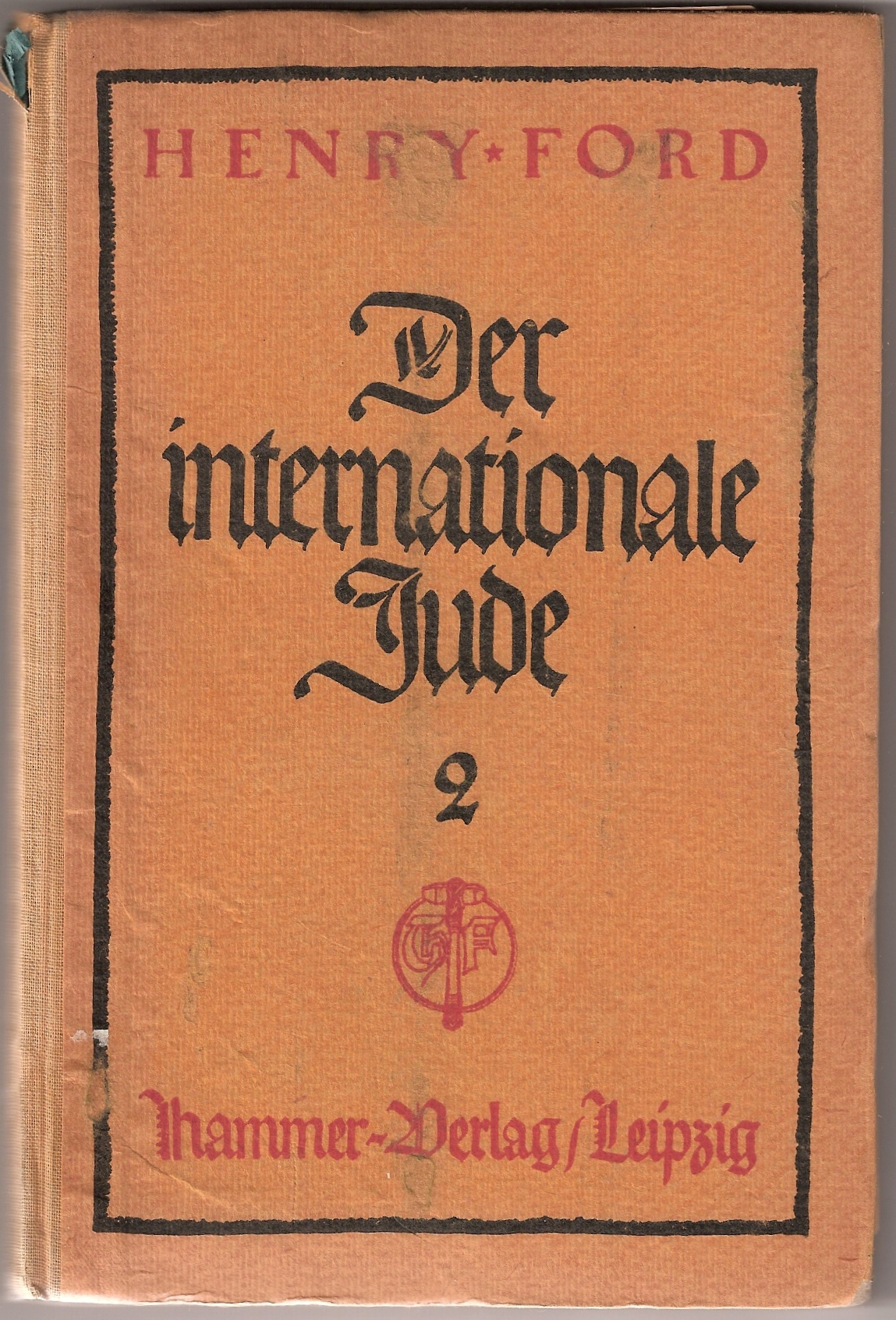
Volum 2 d'una edició alemanya.

El 1918, un dels seus més propers col·laboradors i el seu secretari personal, Ernest G. Liebold, va comprar un periòdic, The Dearborn Independent, perquè Ford pogués publicar les seves opinions. El 1920 Ford es va convertir en un antisemita i en març del mateix any va començar una croada anti-jueva a les pàgines del seu periòdic. El periòdic va continuar funcionant durant vuit anys, des de 1920 fins al 1927, i durant aquest període Liebold en va ser l'editor. El periòdic va publicar Els protocols dels savis de Sió, que va ser després desacreditat per una investigació del diari The Times de Londres. La Societat Històrica Jueva d'Amèrica descriu les idees que apareixien al periòdic com contràries a la immigració, al sindicalisme, a les begudes alcohòliques i als jueus. El febrer de 1921 el periòdic New York World va publicar una entrevista amb Ford en la que diu que "L'únic comentari que vaig dir sobre els Protocols és que encaixen amb el que està passant". Durant aquest període Ford va emergir com "un portaveu respectat de l'extrema dreta i els prejudicis religiosos" arribant a tenir prop a 700.000 lectors al seu periòdic".
A més dels Protocols es van publicar uns altres articles antisemites al The Dearborn Independent. A la dècada de 1920 es va publicar una recopilació de quatre volums anomenada The International Jew, the World's Foremost Problem ("El Jueu Internacional, el Major Problema Mundial"). Vincent Curcio escriu sobre aquestes publicacions que "eren distribuïdes molt àmpliament i van tenir gran influència, en particular a l'Alemanya nazi, on fins i tot Adolf Hitler les va llegir i digué que les admirava. Hitler va penjar el dibuix de Ford a la paret, i va basar diverses seccions de Mein Kampf en els seus escrits: fins i tot, Ford va ser l'únic americà mencionat al seu llibre. Lacey va afirmar que cap americà va contribuir tant al nazisme com Henry Ford." Steven Watts va escriure que Hitler "reverenciava" a Ford, proclamant que "faré el que pugui per posar les seues teories en pràctica a Alemanya", i modelant el Volkswagen, el cotxe del poble, a imatge del Ford T." Al Mein Kampf (escrita en la dècada de 1920) Hitler va expressar la seva opinió que "són els jueus els qui governen les forces de la Borsa de Valors en la Unió Americana. Cada any es converteixen més i més en els mestres que controlen als productors d'una nació de cent vint milions. Només un home, Ford, per a la seva fúria, encara manté la total independència."
Va ser denunciant per la Lliga Antidifamació. Els seus articles condemnaven explícitament la violència contra els jueus (Volumen 4, Capítol 80), però preferien culpar als jueus de provocar els episodis de violència. Ford, al judici, va afirmar que no va escriure pràcticament res d'aquests articles, segons el seu testimoni al judici. Els seus amics i socis van dir que el van advertir sobre els continguts de l'Independent i que Ford probablement mai els va llegir (ell afirmava només llegir els encapçalaments). De tota manera, un dels testimonis del judici va afirmar que Ford sí que coneixia els continguts de l'Independent abans de la seva publicació.
Una demanda d'un advocat de San Francisco (un jueu organitzador d'una granja cooperativa, Aaron Sapiro), en resposta als comentaris antisemites de la revista, va fer que Ford tancàs l'Independent en desembre de 1927. Les notícies van dir que s'hi havia vist sorprès pel contingut i que no coneixia la seva naturalesa. Durant el judici, l'editor de la "Pròpia pàgina" de Ford, William Cameron, va testificar que Ford no tenia res a veure amb els editorials, encara que hi tinguessin la seva signa. També va testimoniar que mai hi havia discutit el seu contingut ni demanat l'aprovació de Ford. Per altra banda, el periodista d'investigació Max Wallace va dir que "qualsevol credibilitat que aquesta absurda afirmació hi hagués pogut tenir aviat va ser tirada baixa quan James M. Miller, un antic treballador del periòdic, digués baix jurament que Ford l'hi havia dit que pretenia anar a por Sapiro.
Michael Barkun va observar que Cameron hagués continuat publicant aquest material tan controvertit sense les instruccions explícites de Ford semblava impensable per a aquells que coneixien a ambdós. Mrs. Stanley Ruddiman, una amiga de la família de Ford, va remarcar que ella "no creíe que el Sr. Cameron mai escrivís res per a ser publicat sense l'aprovació de Ford". Segons Spencer Blakeslee:
| « | La Lliga Antidifamació ma mobilitzar a jueus i no jueus prominents per a opossar-se públicament al missatge de Ford. Hi va formar una coalició de grups jueus per al mateix propòsit, i van formular constants queixes en la premsa de Detroit. Abans de deixar la presidència a començaments de 1921, Woodrow Wilson es va unir amb altres líders americans en una afirmació que rebatia a Ford i a altres per la seva campanya antisemita. Un boicot contra els productes de Ford per jueus i cristians lliberals també va tenir el seu impacte, i Ford va tancar el periòdic el 1927, plasmant la seva visió en una carta oberta a Sigmund Livingston, de la Lliga Antidifamació. | » |

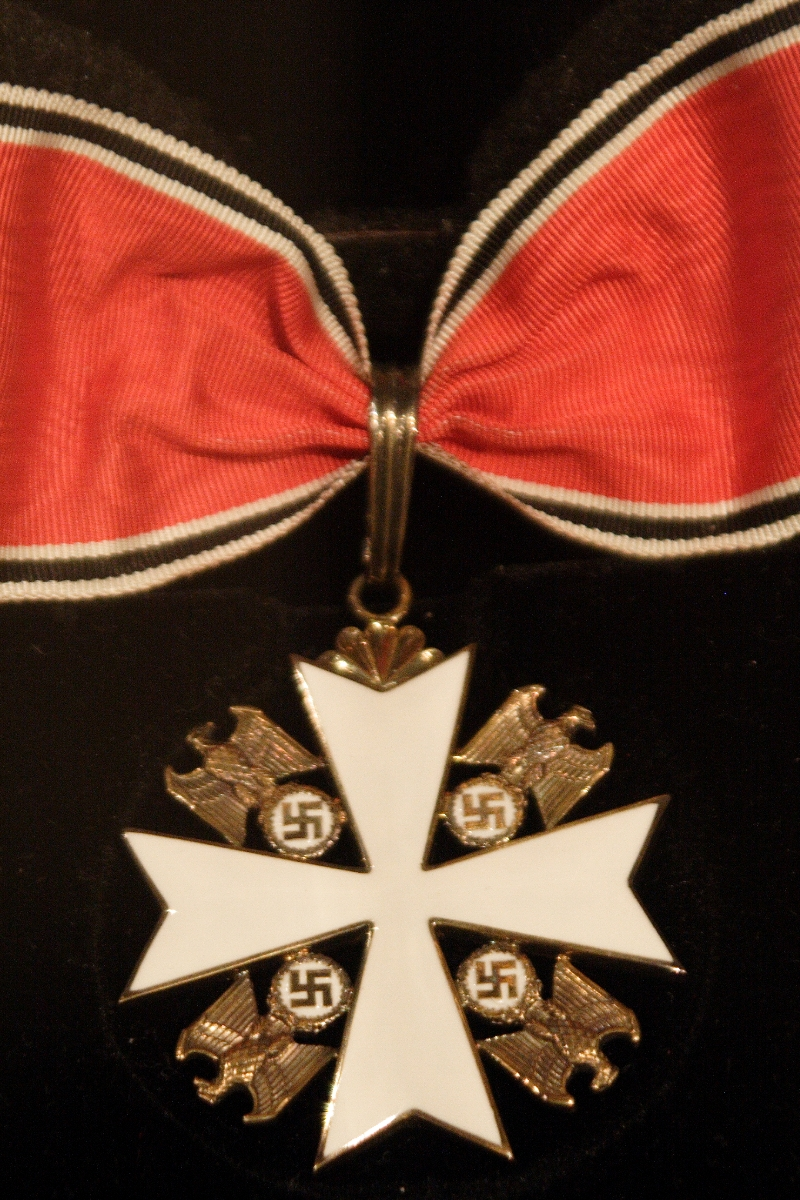
Gran creu de L'Àguila alemanya.

Ford es va associar després amb el notori antisemita Gerald L.K. Smith, que va comentar després de la seva trobada als anys 30 que ell era "menys antisemita que Ford". Smith també hi va recalcar que el 1940 Ford no mostraba mai penediment per la seva visió antisemita a l'Independent i "esperava publicar The International Jew una vegada més". Aquest mateix any Ford va comentar al The Guardian que "els banquers internacionals jueus" eren responsables de la Segona Guerra Mundial.
El 1938 el cònsol alemany de Cleveland li va atorgar a Ford la condecoració de la Gran Creu de l'Àguila, la més important que l'Alemanya Nazi podia atorgar a un foraster. Mentre que James D. Mooney, vicepresident d'operacions transoceàniques de la General Motors, va rebre una condecoració menor, la Creu del Mèrit de l'Àguila, Primera Classe.
La distribució de l'International Jew va ser interrompuda el 1942, encara que, els grups extremistes sovint en reciclen el material; encara apareix a pàgines web antisemites i neonazis.

## Mort
Ford va patir un primer atac el 1938, després del qual va passar la direcció de la seva companyia a Edsel.
La mort de Edsel el 1943 va treure a Henry Ford de la seva retirada.
Tanmateix, amb una salut ja força deteriorada, va cedir la presidència el seu net, Henry Ford II, el setembre de 1945, i es va retirar per complet.
Va morir el 1947 d'una hemorràgia cerebral a l'edat de 83 anys en Fair Lane, i està enterrat al cementiri Ford de Detroit.
A la nit de la seva mort el riu Rouge de Michigan havia inundat l'estació elèctrica i havia deixat a la casa de Ford sense electricitat, per la qual cosa abans d'anar al llit, Henry i la seva dona van encendre espelmes i llums d'oli per il·luminar la casa.
Més tard, aquesta mateixa nit, just abans de l'alba, Henry Ford, el creador de la producció en massa, va morir en la mateixa atmosfera en la qual havia nascut 83 anys abans, amb la il·luminació de les espelmes.

## La "invenció de l'automòbil"
A vegades, tant Henry Ford com Karl Benz són considerats, de manera massa simplista, els "inventors de l'automòbil", tot i que (com és el cas en la majoria d'invents), en realitat el desenvolupament de la cadena de muntatge va incloure molts inventors. Com ho va dir Ford mateix, a la dècada del 1870, la noció d'un "carro sense cavall ja era una idea comuna", i s'havien fet molts intents de vehicles de carretera a vapor. A les dècades següents va arribar l'èxit tècnic de la idea, i l'extensió del concepte a altres fonts d'energia (motors elèctrics i motors de combustió interna). Tanmateix, Ford va tenir més influència que ningú a l'hora de canviar el paradigma de l'automòbil d'una joguina escassa i pesant per gent rica, en un mode de transport lleuger, fiable, barat i produït en massa per les classes obreres.

## La invenció de la producció en cadena
Tant Henry Ford com Ransom Eli Olds són a vegades senyalats, de manera massa simplista, com els "inventors de la producció en cadena", tot i que (com és el cas en la majoria d'invents), en realitat el desenvolupament de la cadena de muntatge va incloure molts inventors. Un requisit era la idea de parts intercanviables (que va ser un altre desenvolupament tecnològic gradual, del segle xviii, sovint atribuït erròniament a un individu o altre com per exemple Eli Whitney). La primera cadena de muntatge mòbil de Ford (que utilitzava cintes transportadores), després de cinc anys de desenvolupament empíric, va començar la producció en massa als voltants del dia 1 d'abril del 1913. Al principi, la idea va ser provada en subassemblatges, i poc després en el xassís sencer. De nou, tot i que és tècnicament incorrecte dir que Henry Ford mateix va "inventar" la producció en cadena, és correcte dir que el seu patrocini del seu desenvolupament va ser essencial pel seu gran èxit al segle XX i que El Cas Ford (una conseqüència directa de l'aplicació de la cadena de muntatge i la divisió del treball que va desembocar a l'aparició de la producció en cadena) va marcar un punt singular en la història evolutiva, tant de l'automòbil com de la indústria, a partir del qual aquests àmbits així com d'altres van patir una revolució arran d'aquests fets.

## La revolució dels salaris
El dia cinc de gener de 1914, de forma voluntària, la companyia Ford va augmentar els salaris dels treballadors de forma espectacular. Els salaris més baixos (de l'ordre de 2,4 dòlars per una jornada de nou hores) passaren a cinc dòlars per una jornada de vuit hores. Els beneficis evolucionaren favorablement: des de 30 milions de dòlars el 1914 fins a 60 milions el 1916.

## Miscel·lània
- Ford va guanyar, de forma pòstuma, el premi de Car Entrepreneur of the Century el 1999.[31]
- Es disfressava de Pare Noel i portava els nens en trineu durant Nadal, a la seva finca. Henry Ford sentia un afecte especial per Thomas Edison, i al llit de mort d'Edison, va exigir que el fill d'Edison atrapés el seu últim alè en un tub d'assaig. El tub d'assaig encara es pot veure avui en dia al Museu Henry Ford.[32]
- Col·leccionista de violins.[33]
  - Henry Ford tocava una mica el violí. Cap als anys 1920 va començar una col·lecció que aviat va incloure dos Stradivarius, un Amati, un Guarneri, un Bergonzi i un Guadagni. Una de les milors col·leccions del món.

### Patents
- US610040 Arxivat 2018-12-16 a Wayback Machine. -- Carburador
- US686046 Arxivat 2018-12-16 a Wayback Machine. -- Xassís